# Ebid Editora Páginas Amarelas
Ebid Editora Páginas Amarelas Ltda. foi uma empresa do ramo editorial, parte do Grupo Gilberto Huber com ênfase na edição de guias telefônicos.
A empresa sucedeu a Listas Telefônicas Brasileiras S.A. (então operando como Editora de Guias LTB S.A.) como empresa líder do Grupo Gilberto Huber, quando, no início da década de 1980, o grupo rescindiu seus contratos com a Telerj e a Telesp por considerá-los lesivos à empresa.
Simultaneamente, a Ebid começou a publicar guias classificados sob a marca Páginas Amarelas, distribuindo-os paralelamente às listas telefônicas oficiais ou suprindo a falta destas (como no caso da Telerj, que passou longo período sem licitar listas telefônicas). A situação foi contestada pela Telesp e pela Telerj, que acusaram a Ebid de concorrer ilegalmente com as listas oficiais. Em 1987 a Justiça de São Paulo concluiu que as Páginas Amarelas da Ebid não eram listas telefônicas, mas "guias comerciais". O recurso da Telesp foi rejeitado pelo Tribunal de Justiça de São Paulo e o Superior Tribunal de Justiça ratificou os fundamentos da rejeição.
Com a privatização do sistema de telecomunicações do Brasil, em 1997, uma nova lei liberou a criação de listas telefônicas por qualquer agente privado, o que aumentou a concorrência sobre a Ebid. O grupo combateu na justiça as supostas imitações de Páginas Amarelas por outras empresas; porém, em 2007 a Oesp Gráfica, empresa do Grupo Estado voltada à produção de guias telefônicos, teve assegurado na Justiça Federal o direito de registrar a marca "Classificadas Amarelas" como claramente distinta de "Páginas Amarelas".
A popularização da internet, porém, provocou um declínio acentuado do setor de guias impressos. A Ebid encerrou suas atividades quando foi decretada a falência do Grupo Gilberto Huber.